# 1951-52賽季英格蘭足總盃
1951-52球季英格蘭足總盃（英語：1951-52 FA Cup），是第71屆英格蘭足總盃，今屆賽事的冠軍是紐卡素，他們在決賽以1:0擊敗阿仙奴，奪得冠軍。本屆賽事繼續在舊溫布萊球場舉行。
紐卡素成功衛冕足總盃冠軍。

## 外部連結
- 英格蘭足總盃官網Archive-It的存檔，存档日期2012-04-24
- 英格蘭足總盃 歷屆冠軍（页面存档备份，存于）